# Erythrina verna
Erythrina verna är en ärtväxtart som beskrevs av Vell. Erythrina verna ingår i släktet Erythrina och familjen ärtväxter. Inga underarter finns listade i Catalogue of Life.

## Bildgalleri

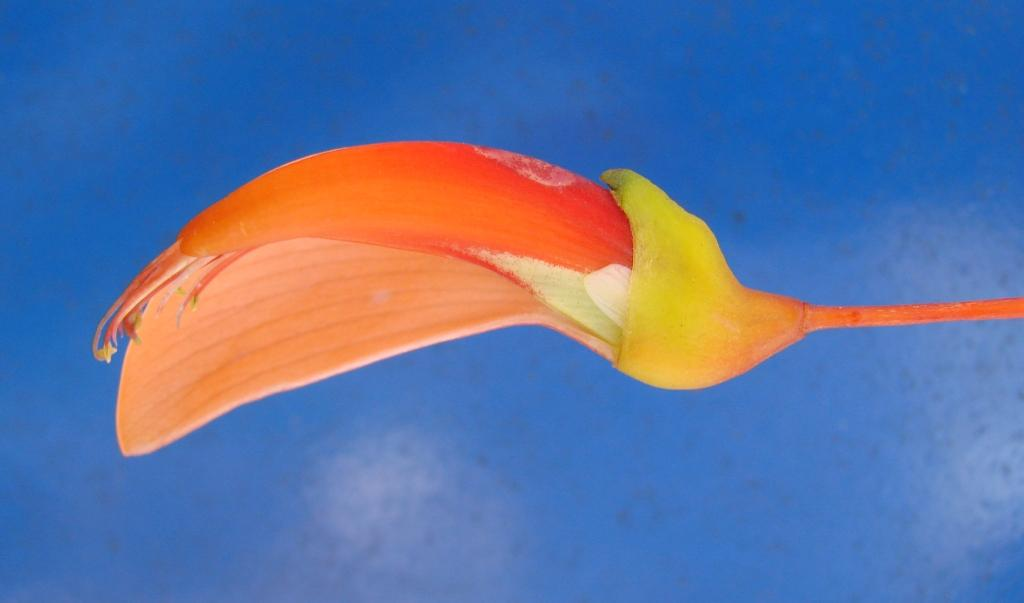
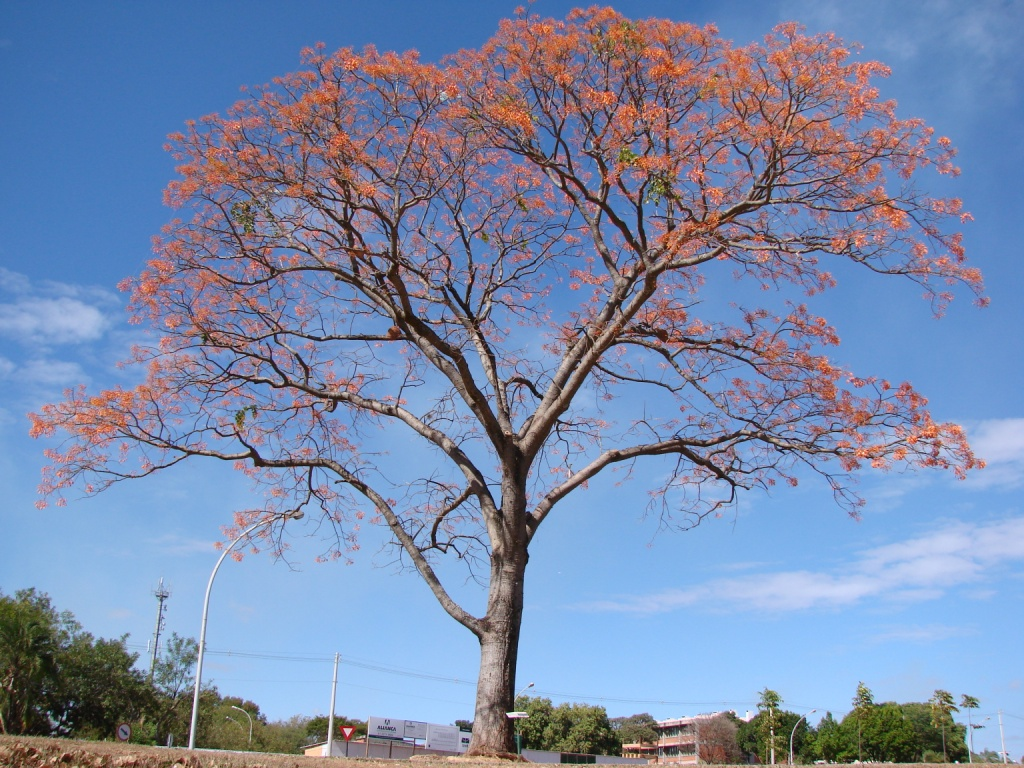